# Bevare Gud vår kung
Bevare Gud vår Kung (česky Bože, chraň našeho krále) je švédská patriotická píseň, kterou napsal Abraham Niclas Edelcrantz na počest švédského krále. Píseň vznikla v roce 1805 za vlády krále Gustava IV. Adolfa. Melodie je převzata z britské písně God Save the King. Píseň byla považována za oficiální královskou hymnu až do poloviny 19. století, kdy byla složena píseň Kungssången.

## Text a překlad hymny
| Originální text | Český překlad |
| --- | --- |
| Bevare Gud vår kung! Gör säll vår ädle kung! Leve vår kung! Bekrönt av ärans hand, alltid med hjärtats brand förent med folk och land. Leve vår kung! Nu varje troget bröst med hjärta och med röst hans välgång sjung! Må tvedräkt flykten ta! Han allas kärlek ha! Sjung, svenska Folk, hurra! Leve vår kung! | Bože, chraň našeho krále! Požehnej našemu milostivému králi! Ať žije náš král! Korunován slávou, vždy s ohněm v srdci, svázán s lidem a zemí. Ať žije náš král! Každý věřící člověk se srdcem a hlasem modlí se za jeho úspěch! Nechť nenávist odlétne! Je všemi milovaný! Zpívejte, Švédové, hurá! Ať žije náš král! |